# 莊蒞民
莊蒞民（1509年—1598年），字善甫，號禮齋，直隸河間府景州東光縣人，民籍，明朝政治人物。

## 生平
嘉靖十年（1531年）辛卯科順天鄉試第五名舉人，二十六年（1547年）中式丁未科會試第一百二名，三甲第一百五十五名進士。戶部觀政，授陝西山陽縣知縣，升刑部主事，升員外郎、郎中，出為西安府知府，升陝西按察司副使，調雲南按察司參政，改山西行太僕寺卿致仕。年九十卒，祀乡贤。著有《宣达录》。

## 家族
曾祖莊忠；祖父莊顯，省祭官；父莊綱，壽官。母劉氏。